# Copestylum plaumanni
Copestylum plaumanni är en tvåvingeart som först beskrevs av Charles Howard Curran 1939.  Copestylum plaumanni ingår i släktet Copestylum och familjen blomflugor. Inga underarter finns listade i Catalogue of Life.